# Золтан Кос
Золтан Кос (угор. Zoltán Kósz, 26 листопада 1967) — угорський ватерполіст.
Олімпійський чемпіон 2000 року, учасник 1988, 1996 років.
Переможець Кубка світу 1999 року.